# Leichtathletik-Weltmeisterschaften 1997/Teilnehmer (Nauru)
| Gelbes Symbol für Goldmedaillen mit stilisierten Olympischen Ringen | Graues Symbol für Silbermedaillen mit stilisierten Olympischen Ringen | Braundes Symbol für Bronzemedaillen mit stilisierten Olympischen Ringen |
| ------------------------------------------------------------------- | --------------------------------------------------------------------- | ----------------------------------------------------------------------- |
| —                                                                   | —                                                                     | —                                                                       |

Zu den sechsten Leichtathletik-Weltmeisterschaften 1997 im griechischen Athen entsandte die Republik Nauru eine Athletin.

## Ergebnisse
Edouwe Appin belegte am 2. August 1997 im vierten Vorlauf über 100 Meter der Frauen in einer Zeit von 14,19 Sekunden den achten und letzten Platz. Unter den 56 Teilnehmerinnen der Vorläufe waren lediglich die Palauerin Peoria Koshiba und die Samoanerin Tiresa Paselio langsamer.
| Athlet       | Disziplin      | Vorlauf | Vorlauf | Viertelfinale | Viertelfinale | Halbfinale    | Halbfinale    | Finale        | Finale        |
| Athlet       | Disziplin      | Zeit    | Platz   | Zeit          | Platz         | Zeit          | Platz         | Zeit          | Platz         |
| ------------ | -------------- | ------- | ------- | ------------- | ------------- | ------------- | ------------- | ------------- | ------------- |
| Edouwe Appin | 100 m (Frauen) | 14,19 s | 54.     | ausgeschieden | ausgeschieden | ausgeschieden | ausgeschieden | ausgeschieden | ausgeschieden |